# Pol Pot
Pol Pot (khmeră ប៉ុល ពត; n. 19 mai 1925 - d. 15 aprilie 1998), născut Saloth Sar (khmeră សាឡុត ស) a fost un om politic cambodgian, care a deținut funcția de prim-ministru al Cambodgiei între 1976-1979.
Membru al organizației Khmerii roșii, Pol Pot este considerat responsabilul principal pentru asasinarea, de către khmerii roșii, a două milioane de cambodgieni. Deținător al puterii absolute în întreaga Cambodgie, în perioada 1976-1979, Pol Pot a instituit o adevărată dictatură a groazei în țara sa. Așa-numitul "comunism al epocii de piatră" avea în vedere desființarea orașelor, a banilor și edificarea unui stat eminamente agrar.

## Biografie

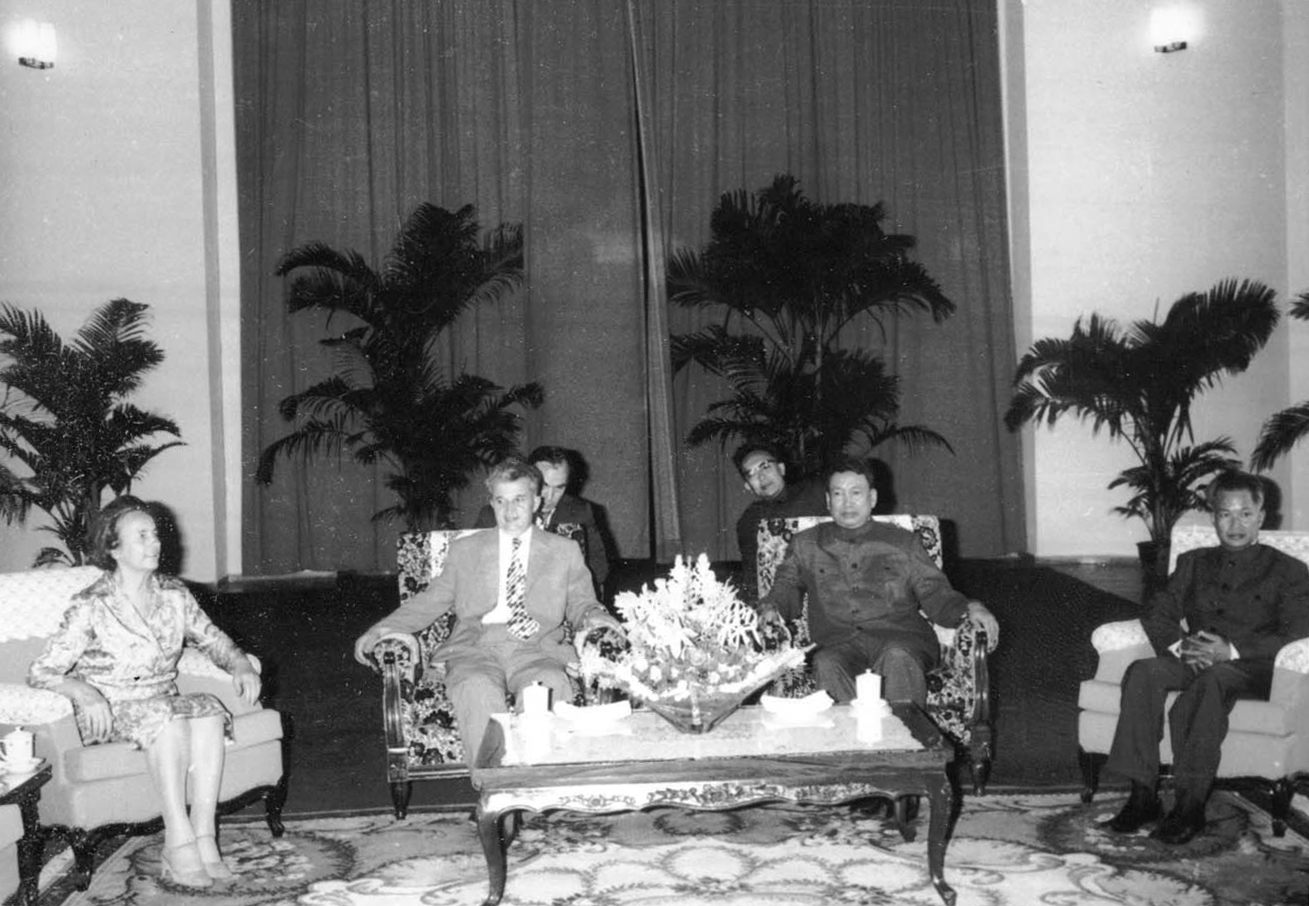
Nicolae Ceaușescu și Pol Pot în 1978

### Prima parte a vieții
Saloth Sar s-a născut la 19 mai 1925, fiind al optulea din cei nouă copii, fiind al doilea băiat din cei trei fii pe care i-a avut o familie bogată de origine chineză.

### Moartea
El a murit la 15 aprilie 1998. Potrivit soției sale, a murit în patul său, noaptea, în timp ce aștepta să fie mutat în altă locație. Ta Mok (o facțiune a Khmerilor Roșii) a susținut că moartea sa a fost determinată de insuficiență cardiacă. În ciuda solicitărilor guvernului de a inspecta corpul, el a fost incinerat câteva zile mai târziu, la Anlong Venga o zonă controlată de Khmerii Roșii, acest lucru a dus la suspiciuni puternice, luându-se în calcul sinuciderea sau chiar otrăvirea acestuia.